# Y2K (film)
Pour les articles homonymes, voir Y2K.
Ne doit pas être confondu avec Y2K (film, 2024).
Pour plus de détails, voir Fiche technique et Distribution.
Y2K (appelé également Countdown to Chaos) est un film américain réalisé par Dick Lowry en 1999.

## Fiche technique
- Titre original : Y2K
- Titre français : Y2K
- Réalisation : Dick Lowry
- Scénario : Thomas Hines, Jonathan Fernandez
- Pays de production :  États-Unis
- Langue : anglais
- Date de sortie : 
  - États-Unis : 21 novembre 1999
- Format : Couleurs
- Genre : Thriller
- Durée : 90 minutes

## Distribution
- Ken Olin (VF : ?) : Nick Cromwell
- Joe Morton : Martin Lowell
- Kate Vernon : Alix Cromwell
- Lauren Tom (VF : ?) : Ann Lee
- Zack Ward (VF : ?) : Rick Rothman
- Rex Linn (VF : ?) : Nuclear Plant Foreman
- Inday Ba
- Jane McGregor (VF : ?) : Kelly Cromwell
- Michael David Simms
- Ronny Cox (VF : ?) : Benjamin Cromwell
- Michal Suchánek (VF : ?) : Donny Cromwell
- Terence Kelly (VF : ?) : Roy Jenkins
- Tiffany Lyndall-Knight (VF : ?) : Sally McDonald
- Colin Cunningham (VF : ?) : Ross Singer
- Robert Moloney (VF : ?) : Caldwell Stone
- Pam Hyatt (VF : ?) : Gypsy Baker
- Will Sanderson (VF : ?) : Steve Sands
- Jud Tylor (VF : ?) : Jane Bowman
- Chris Wilding (VF : ?) : Klipper
- Jeremy Radick (VF : ?) : Kaos
- Rick Tae (VF : ?) : Lieutenant Wong
- Gary Chalk (VF : ?) : Edward Mason
- Terry Howson (VF : ?) : Colonel Miller
- Stephen E. Miller (VF : ?) : Pilote
- D. Neil Mark (VF : ?) : Copilote
- Peter Flemming (VF : ?) : Lieutenant Colonel Muro
- Chris Nelson Norris (VF : ?) : Major Tomkins
- Mar Andersons (VF : ?) : Navy Airman
- Colin Legge (VF : ?) : Aviation Officer
- Larry Musser (VF : ?) : Power Officer
- Kate Twa (VF : ?) : Finance Officer
- Brenda Crichlow (VF : ?) : Nurse Winters
- Moya O'Connell (VF : ?) : Second Nurse
- George Gordon (VF : ?) : Dr. Peterson
- Peter Bryant (VF : ?) : Garde de sécurité de la banque
- Joe Maffei (VF : ?) : Irate Bank Customer
- Kirsten Williamson (VF : ?) : Ground Crewwoman
- Catherine Lough Haggquist (VF : ?) : Passager 1
- Stefanie von Pfetten (VF : ?) : Flight Attendant
- David Kopp (VF : ?) : Jeune soldat 1
- Mark Hildreth (VF : ?) : Jeune soldat 2
- Robert Luft (VF : ?) : Marine 1
- John Bear Curtis (VF : ?) : Bull
- Ken Camroux (VF : ?) : Glendon Capitaine Douglas
- Eric Breker (VF : ?) : Glendon Copilote
- Duane Keogh (VF : ?) : Stan McDonald
- Anne Marie DeLuise (VF : ?) : Controller
- Franz Hanneschlager (VF : ?) : Carriage Driver
- Penny Griego (VF : ?) : Herself
- Ivan Allen (VF : ?) : William Justin
- Austin Tichenor (VF : ?) : Mack
- Sarah Denison (VF : ?) : Gabby